# 居迪斯·韋斯頓
卻蒂斯·韦斯顿（英語：Curtis Weston，1987年1月24日—）出生在格林威治，是一名英格蘭足球運動員，司職中場，現是自由身球員。

## 球員生涯
效力米禾爾其間，韋斯頓在2004年英格蘭足總盃決賽對曼聯的賽事中上陣，打破占士·皮什（James Prinsep）的紀錄，成為歷史上最年輕的足總盃決賽上陣球員，當時韋斯頓的年齡是17歲又119日。2006年7月，韋斯頓轉投史雲頓，效力了一個球季。
在2007年8月7日，與列斯聯簽下兩年合約，正式加盟列斯聯。2008年1月5日，韋斯頓在對諾咸頓的賽事中攻入加盟後的首個入球，助球隊大勝3-0。

## 榮譽
米禾爾
- 英格蘭足總盃亞軍：2004年；

基寧咸
- 英格蘭足球乙級聯賽附加賽冠軍：2008/09年；

## 註腳
1. ↑  .   [2008-03-05]. （原始内容存档于2019-12-13）.

## 外部連結
- 足球数据库：居迪斯·韋斯頓的球员统计数据